# Dolina, Grabštanj
Dolina (tudi v nemščini uradno Dolina) je dvojezična vas v občini Grabštanj na Celovškem polju na avstrijskem Koroškem.
Vas leži ob glavni cesti  Celovec-Velikovec  južno od vasi in občine Pokrče in ima 99 prebivalcev (2001).

## Cerkev in božja pot
Cerkev, danes ob avtocesti A2,  je podružnica župnije Pokrče v dekanatu Tinje  in je bila od vsega začetka priljubljena božja pot Slovencev. Danes je dvojezična.
Leta 1849 se je trem slovenskim dekletom iz Doline prikazala Marija, mati božja v gozdu pri Dolini in dokaj hitro se je širila vest in utrdilo zanimanje domačinov. Tudi marsikateri bolnik je čudežno ozdravel. Tako so domačini hitro zahtevali uradno cerkveno priznanje prikazni. 
Med letoma 1861 in 1863 je bila dograjena cerkev v historističnem slogu po načrtih arhitekta Antona Bierbauma ter v izvedbi arhitekta Antona Faleschinija. Visoki ladji je bil dodan cerkveni stolp leta 1882, ki je se je pa zrušil že leta 1889. Ladjo je arhitekt Wilhelm Klebel na novo zgradil in je bila posvečena leta 1957.
V letih 1999 in 2000 je skupina arhitektov Ferdinand Čertov in Robert Morianz poslopje na novo zasnovala in ob tem celotno ladjo na novo zgradila. Betonska streha bdi nad ladjo in na zahodni in vhodni strani je postavljena mogočna betonsko pročelje. Zidovi so preluknjani z navpičnimi in vodoravnimi okni. Le kor je bil ohranjen od prvotne cerkve.

## Zgodovinske umetnine
Glavni oltar iz leta 1906 je v historističnem slogu naslikal slovenski akademski slikar iz Rožeka Peter Markovič in prikazuje Marijo na štoru in za njo v gozdu tri deklice. Zlati tabernakelj je prav tako iz začetka 20. stoletja.
Zanimiv je tudi kip Marije iz leta 1420, za katerega se prav ne ve, od kod je. 
Za slovensko kulturno zgodovino je tudi zanimiv slovenski križev pot v kmečkem baroku verjetno iz časa prvotne gradnje.

## Sodobna notranjost
Notranjost je oblikoval v rdečkasti barvi slikar Johanes Zechner, vitraže pa Giselbert Hoke.
Največji vitraž povzame v raznih jezikih „Veter večnosti postaja močnejši“ (italijansko, nemško, slovensko, angleško, poljsko, francosko, madžarsko, špansko). 
Na dveh manjših vitražih najdemo ločeno besedila „Pojem“ in „Ločim se“. 

## Kulturnozgodovinski pomen
Božja pot je nastala v nemirnih časih sredi 19. stoletja in je postala izredno priljubljena pri Slovencih na Koroškem.  Leta 1870 je bil organiziran v sosednji vasi, v Zgornjih Buhljah onstran gozda, tretji veliki slovenski politični tabor, pri kateremu so zahtevali uresničitev svoboščin iz decembrske ustave 1867 oz. Zedinjene vseh Slovencev v eni državni enoti. Zahtevali so tudi primerno slovensko šolstvo in razvoj slovenskega zadružništva in kulturnega delovanja v izobraževalnih društvih. Mnoga društva so nato bila ustanovljena, tako Društvo sv. Cirila in Metoda oz. podružnica v Pokrčah in izobraževalno društvo Edinost v sosednjem Šenttomažu pri Celovcu  Čilberkom v današnji občini Štalenska gora.
Pomembne so tudi ohranjene umetnine, ki so pisani jezikovni kulturni spomeniki v fari Pokrče, kjer najdemo še dva slovenska križeva pota: v farni cerkvi Šentjakob v Pokrčah in v podružnici na Lečji gori.

## Sodobni vitraži
- sodobni večjezični napis v vitražu v romarski cerkvi in podružnici Marija v gozdu v Dolini
- sodobni slovenski napis v vitražu v romarski cerkvi in podružnici Marija v gozdu v Dolini
- sodobni slovenski napis v vitražu v romarski cerkvi in podržnici Marija v gozdu v Dolini